# Myrmecoptinus butteli
Myrmecoptinus butteli is een keversoort uit de familie klopkevers (Ptinidae). De wetenschappelijke naam van de soort werd in 1916 gepubliceerd door Erich Wasmann.